# 谷崎重幸
谷崎 重幸（たにざき しげゆき、1958年4月17日 - ）は、日本のラグビー指導者。現在新潟食料農業大学ラグビー部監督を務めている。

## プロフィール
- 三重県[3]志摩郡磯部町恵利原（現・志摩市磯部町恵利原）出身[1]。
- 現役時代のポジションはスタンドオフ(SO)、フルバック(FB)。

## 略歴
高校からラグビーを始めた。
志摩高校、法政大学を経て、1982年に東福岡高校のラグビー部監督に就任。東福岡高校の監督として、花園4度の優勝に導いた。2009年度と2010年度には、選抜・国体・花園の3冠を達成した。また、社会科教師として教壇に立った。
2013年、法政大学の監督に就任、4年間務めた。2014年に文部科学大臣優秀教員表彰を受ける。
2020年、新潟食料農業大学の監督に就任。

## 指導方針
東福岡高校の監督時代、妻が癌で38歳の若さで死去したことをきっかけに休職し、子供3人を連れてニュージーランドへ渡った（2001年 - 2003年）。現地で見たラグビー指導は、学年別・実力別にチームを編成し、同程度のチーム同士が対戦することで、全員が勝つチャンスを与えており、選手を否定しないという方針に立脚しており、選手は楽しそうにプレーしていた。
ニュージーランドでの経験を胸に、それまでのスパルタ式・押し付け的な指導法を180度転換した。具体的には、選手が主役となるよう練習中も試合中も具体的な指示出しはせず、すべての選手がラグビーを楽しめるような環境を作ることを信条とした。谷崎の指導を受けたラグビー選手の上田竜太郎（NTTコミュニケーションズシャイニングアークス）は、かなり自由にやらせてもらったといい、よく谷崎から「楽しもう」、「笑顔でいこう」と声をかけられ、チームメイト一同前向きな気持ちでプレーできたと語っている。